# Lignes de bus de Lyon spéciales

## Présentation
En complément du réseau régulier, les TCL mettent en place d'autres dessertes sous différentes formes :
- des navettes estivales ou événementielles ;
- des services scolaires avec les lignes Junior Direct ;
- des navettes « Bus relais » en autobus pour remplacer les lignes de métro, funiculaires ou tramway en cas de pannes ou de travaux.

## Lignes événementielles

### Navette Eurexpo

Logotype des lignes Navettes

La navette Eurexpo, identifiée par l'indice N100, relie le pôle d'échanges de Vaulx en Velin La Soie à Eurexpo, les jours d'événement.

### Navette «Retour Nuits de Fourvière»
Après la fin des concerts aux nuits de Fourvière, les spectateurs peuvent regagner le centre-ville ou les parcs relais de l'agglomération grâce aux quatre navettes Retour Nuits de Fourvière indicées de A à D, et regroupées en interne sous l'indice 448,.
L'accès au Funiculaire F1 est, pour les personnes munies d'un billet de spectacle, gratuit à l'aller et au retour, la ligne étant prolongée au-delà de minuit quand la durée du spectacle l'exige.
Le départ s'effectue depuis 2016 du même arrêt, la ligne A étant désormais regroupé au même endroit : L'arrêt provisoire « Théâtres romains », nommé « Fourvière » sur le plan. Le nouveau parc relais de Mermoz - Pinel est désormais desservi.
Les lignes desservent, sur demande, l'ensemble des arrêts rencontrés sur le parcours.
Les parcs relais de Gare de Vaise, Gorge de Loup, Cuire, Laurent Bonnevay - Astroballe, Vaulx-en-Velin - Soie, Parilly et Mermoz-Pinel restent ouverts jusqu'à l'arrivée des navettes bus.
| No | Parcours | Unité de transport |
| -- | --- | ------------------ |
| A  | Fourvière → Laurent Bonnevay - Astroballe → Vaulx-en-Velin - La Soie par le trajet des lignes C20, 27, C3 puis C15.     | La Soie            |
| B  | Fourvière → Gorge de Loup → Gare de Vaise → Duchère (arrêt Duchère - Balmont) par le trajet des lignes 90, 19 puis C14. | Vaise              |
| C  | Fourvière → Cuire par le trajet des lignes C20, 40 puis C13.                                                            | Cuire              |
| D  | Fourvière → Parilly → Mermoz - Pinel par le trajet des lignes C20, T2, T4 puis 26.                                      | Audibert           |

### Navette «Nuits Sonores»
Durant la durée du festival de musiques électroniques Nuits Sonores, les TCL mettent place un service de navettes pour assurer la desserte de nuit du festival, le réseau classique assurant la desserte en journée.
Pour les nuits 1, 3 et 4 une navette relie l'ancien Marché gare aux Terreaux entre minuit et 5 h 15 à raison d'un départ toutes les 35 minutes.
Pour la nuit 2, dite du « circuit électronique », un navette spécifique relie les différents lieux (salles de spectacles, boîtes de nuit...) qui reçoivent des concerts entre minuit et 5 h à raison d'un départ toutes les 20 minutes. Le départ se fait de l'arrêt Cité internationale - Transbordeur et à destination de Perrache en passant, ici listé dans le désordre, par les quais Augagneur, Claude Bernard et Perrache, le Ninkasi Kao à côté du stade de Gerland, et la Rue de la République en desservant au total 9 arrêts. Une seconde navette, composée d'un unique départ à 23 h 30 de l'arrêt « La Bégude » à Feyzin et à destination du Ninkasi Kao sera assurée.

### Navette «Woodstower»
Fin août ou début septembre en fonction des éditions, le réseau TCL met en place une navette spéciale pour la durée du festival Woodstower qui a lieu au Grand parc de Miribel-Jonage, en complément d'un renforcement de l'offre de la ligne N83 qui voit son service prolongée jusque tard en soirée.
La navette spéciale est circulaire au départ du Grand parc de Miribel-Jonage avec desserte des statons Laurent Bonnevay, La Doua, Hôtel de ville, Bellecour puis retour par le même itinéraire avec un départ toutes les demi-heures entre minuit et 4 h pour assurer le retour des festivaliers.

### Navette «Epicerie Moderne»
Afin de relier la salle de concert de l'Epicerie Moderne située à Feyzin les jours de concert, TCL met en place des navettes déposant les spectateurs à la Gare de Vénissieux pour une connexion avec la ligne D du métro de Lyon.

## Lignes estivales

### Navettes Grand Parc Miribel Jonage

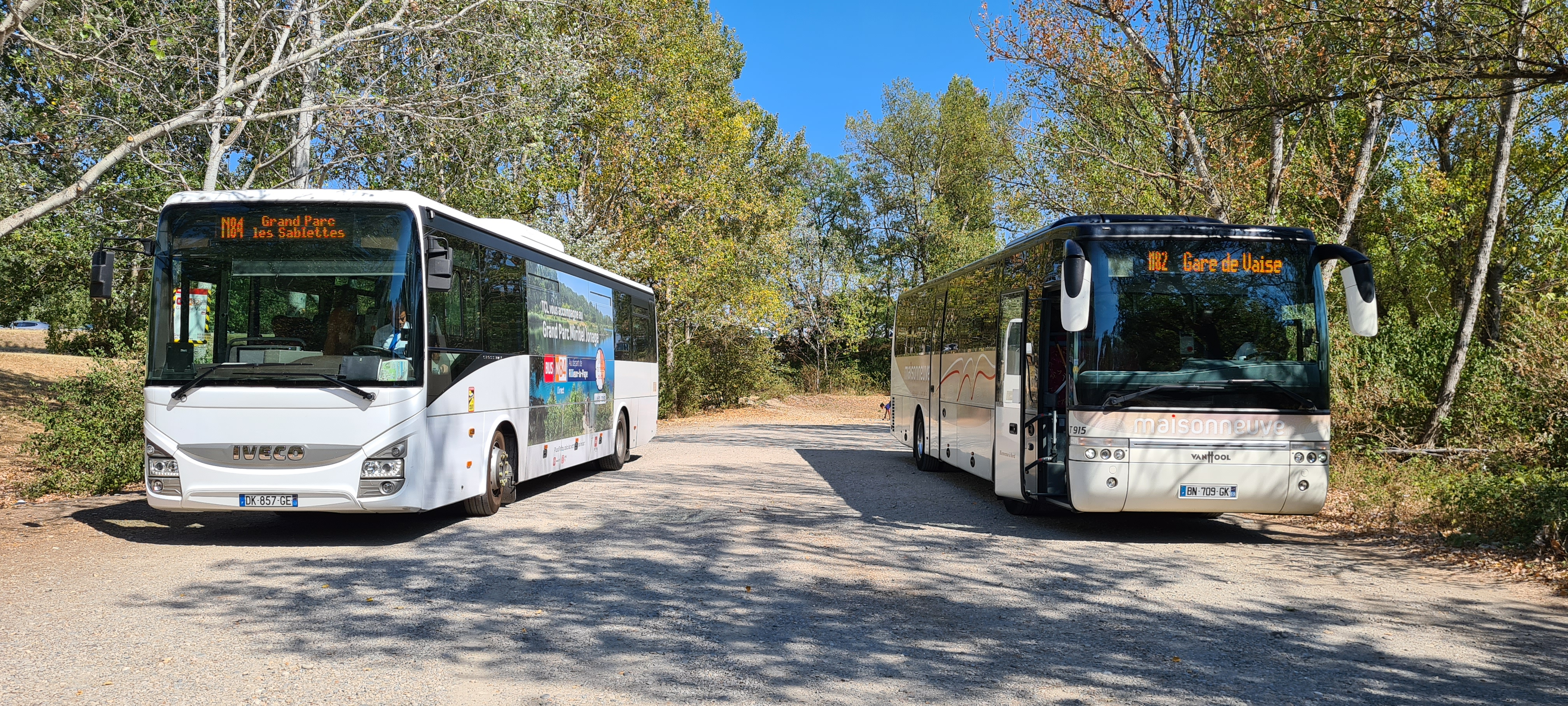
Lignes N82 et N84 au terminus Grand Parc - Les Sablettes

Cinq lignes estivales relient le Grand Parc de Miribel-Jonage à différentes villes de la métropole,.
La ligne N83 circule d'avril à début septembre, et dessert Vaulx-en-Velin.
Les lignes N80, N81, N82, N84 circulent seulement durant les mois de juillet et août. Elles desservent les pôles d'échanges de Vaulx-en-Velin La Soie, Gare de Vénissieux, Gare de Vaise et Rillieux les Alagniers.

## Lignes scolaires
Plus d'une centaine de lignes scolaires, baptisées « Junior Direct » desservent les établissements scolaires de l'agglomération lyonnaise. Depuis la rentrée 2014, l'ensemble des lignes sont exploitées en autocars équipés de ceintures de sécurité et réservées en priorité aux collégiens et lycéens. La liste ci-dessous est valable à partir au 4 janvier 2016, les exploitants ne sont toutefois pas tous connus.
Au 4 janvier 2016, la ligne JD 9 est supprimée tandis que la ligne JD 188 est créée, et des ajustements d'horaires et de trajets sont effectués sur d'autres lignes.
En septembre 2016, les lignes JD 413, 521, 538, 720 seront créées tandis que les lignes JD 14, 26, 30, 37, 290 et 364 seront supprimées et que les lignes JD 2, 8, 15, 27, 35, 38, 39, 77, 79, 91, 92, 125, 135, 136, 151, 152, 171, 176, 181, 182, 202, 203, 273, 291, 302, 306, 311, 341, 342, 363 et 396 seront réajustées.

### Lignes 1 à 99
| Établissements | Lignes  | Communes desservies                                                                                                 | Exploitant                |
| --- | ------- | --- | ------------------------- |
| Collège Daisy Georges Martin (Irigny) | JD 2    | Charly et Saint-Genis-Laval                                                                                         | Transdev RAI              |
| Collège La Xavière (Chaponnay) | JD 3    | Mions | Cars Faure                |
| Collège La Xavière (Chaponnay) Collège (Saint-Pierre-de-Chandieu)                                                                                | JD 4    | Saint-Pierre-de-Chandieu et Toussieu (ex-ligne Fréquence 745)                                                       | Transdev RAI / Cars Faure |
| Collège Louis Querbes (Vourles) | JD 6    | Vernaison et Irigny                                                                                                 | Transdev RAI              |
| Collège Jeanne d'Arc (Genas) Collège Louis Leprince-Ringuet (Genas)                                                                              | JD 8    | Saint-Priest | Berthelet                 |
| Lycée Agroalimentaire (Saint-Genis-Laval) | JD 10   | Lyon 2e et Saint-Genis-Laval                                                                                        | Transdev RAI              |
| Centre scolaire Assomption-Bellevue (La Mulatière) Lycée Parc Chabrières (Oullins)                                                               | JD 11   | Corbas et Feyzin | Transdev RAI              |
| Centre scolaire Assomption-Bellevue (La Mulatière) Lycée Parc Chabrières (Oullins)                                                               | JD 12   | Chaponost, Sainte-Foy-lès-Lyon et Oullins                                                                           | Transdev RAI              |
| Centre scolaire Assomption-Bellevue (La Mulatière) Lycée Parc Chabrières (Oullins)                                                               | JD 13   | Solaize et Feyzin                                                                                                   | N.C.                      |
| Lycée Blaise Pascal (Charbonnières-les-Bains) Institution Saint-Joseph (Tassin-la-Demi-Lune) Collège Jean-Jacques Rousseau (Tassin-la-Demi-Lune) | JD 14   | Charbonnières-les-Bains, La Tour-de-Salvagny et Dardilly (suppression en septembre 2016)                            | Transdev RAI              |
| Collège Daisy Georges Martin (Irigny) | JD 15   | Vernaison, Charly et Irigny                                                                                         | Transdev RAI              |
| Collège Martin Luther-King (Mions) | JD 17   | Saint-Pierre-de-Chandieu et Toussieu (ex-ligne Fréquence 747)                                                       | Transdev RAI / Cars Faure |
| Collège Martin Luther-King (Mions) | JD 18   | Colombier-Saugnieu, Saint-Laurent-de-Mure et Saint-Bonnet-de-Mure (ex-ligne Fréquence 904)                          | Berthelet                 |
| Lycée Paul Claudel (Villemoirieu) | JD 19   | Genas, Saint-Bonnet-de-Mure et Colombier-Saugnieu (ex-ligne Fréquence 906)                                          | Berthelet                 |
| Collège Alain (Saint-Fons) | JD 21   | Saint-Fons | Transdev RAI              |
| Collège Alain (Saint-Fons) | JD 22   | Saint-Fons | Transdev RAI              |
| Collège Alain (Saint-Fons) | JD 23   | Saint-Fons | Transdev RAI              |
| Lycée Saint-Marc (Nivolas-Vermelle) | JD 25   | Pusignan, Colombier-Saugnieu, Genas, Saint-Bonnet-de-Mure et Saint-Laurent-de-Mure (ex-ligne Fréquence 915)         | Berthelet                 |
| Écoles (Saint-Pierre-de-Chandieu) | JD 26   | Saint-Pierre-de-Chandieu (ex-ligne Fréquence 749 ; suppression en septembre 2016)                                   | Transdev RAI / Cars Faure |
| Collège Louis Lachenal (Saint-Laurent-de-Mure)                                                                                                   | JD 27   | Colombier-Saugnieu et Saint-Laurent-de-Mure (ex-ligne Fréquence 905)                                                | Berthelet                 |
| Lycée Condorcet (Saint-Priest) | JD 28   | Saint-Pierre-de-Chandieu et Toussieu (ex-ligne Fréquence 748)                                                       | Transdev RAI / Cars Faure |
| Collège Laurent Mourguet (Écully) Collège Jean-Philippe Rameau (Champagne-au-Mont-d'Or)                                                          | JD 30   | Lissieu (suppression en septembre 2016)                                                                             | Transdev RAI              |
| Collège Laurent Mourguet (Écully) Collège Jean-Philippe Rameau (Champagne-au-Mont-d'Or)                                                          | JD 31   | Écully | N.C.                      |
| Collège Laurent Mourguet (Écully) Collège Jean-Philippe Rameau (Champagne-au-Mont-d'Or)                                                          | JD 32   | Dardilly, Limonest et Écully                                                                                        | Maisonneuve               |
| Collège Laurent Mourguet (Écully) Collège Jean-Philippe Rameau (Champagne-au-Mont-d'Or)                                                          | JD 33   | Dardilly et Écully                                                                                                  | N.C.                      |
| Collège Laurent Mourguet (Écully) Collège Jean-Philippe Rameau (Champagne-au-Mont-d'Or)                                                          | JD 35   | Limonest et Champagne-au-Mont-d'Or                                                                                  | N.C.                      |
| Collège Laurent Mourguet (Écully) Collège Jean-Philippe Rameau (Champagne-au-Mont-d'Or)                                                          | JD 36   | Dardilly et Écully                                                                                                  | N.C.                      |
| Collège Laurent Mourguet (Écully) Collège Jean-Philippe Rameau (Champagne-au-Mont-d'Or)                                                          | JD 37   | Écully (suppression en septembre 2016)                                                                              | N.C.                      |
| Collège Laurent Mourguet (Écully) Collège Jean-Philippe Rameau (Champagne-au-Mont-d'Or)                                                          | JD 38   | Écully | N.C.                      |
| Collège Laurent Mourguet (Écully) Collège Jean-Philippe Rameau (Champagne-au-Mont-d'Or)                                                          | JD 39   | Dardilly et Écully                                                                                                  | N.C.                      |
| Collège Pierre Brossolette (Oullins) | JD 41   | Oullins et La Mulatière                                                                                             | N.C.                      |
| Collège et Lycée Jean Perrin (Lyon 9e) | JD 53   | Lyon 9e, Champagne-au-Mont-d'Or et Saint-Didier-au-Mont-d'Or                                                        | Keolis Planche            |
| Collège et Lycée Jean Perrin (Lyon 9e) | JD 54   | Saint-Cyr-au-Mont-d'Or et Collonges-au-Mont-d'Or                                                                    | Keolis Planche            |
| Collège et Lycée Jean Perrin (Lyon 9e) | JD 55   | Lyon 9e | Keolis Planche            |
| Collège et Lycée Jean Perrin (Lyon 9e) | JD 56   | Collonges-au-Mont-d'Or et Saint-Cyr-au-Mont-d'Or                                                                    | Keolis Planche            |
| Collège et Lycée Jean Perrin (Lyon 9e) | JD 57   | Saint-Didier-au-Mont-d'Or et Saint-Cyr-au-Mont-d'Or                                                                 | Keolis Planche            |
| Collège et Lycée Jean Perrin (Lyon 9e) | JD 58   | Poleymieux-au-Mont-d'Or, Saint-Didier-au-Mont-d'Or et Saint-Cyr-au-Mont-d'Or                                        | Keolis Planche            |
| Lycée La Martinière-Diderot (Lyon 1er) Collège et Lycée Saint-Exupéry (Lyon 4e)                                                                  | JD 61   | Fontaines-Saint-Martin, Cailloux-sur-Fontaines, Sathonay-Village, Sathonay-Camp et Caluire-et-Cuire                 | Philibert                 |
| Lycée La Martinière-Diderot (Lyon 1er) Collège et Lycée Saint-Exupéry (Lyon 4e)                                                                  | JD 62   | Rillieux-la-Pape et Caluire-et-Cuire                                                                                | Philibert                 |
| Lycée La Martinière-Diderot (Lyon 1er) Collège et Lycée Saint-Exupéry (Lyon 4e)                                                                  | JD 63   | Rillieux-la-Pape, Sathonay-Camp, Fontaines-sur-Saône et Caluire-et-Cuire                                            | Philibert                 |
| Lycée La Martinière-Diderot (Lyon 1er) Collège et Lycée Saint-Exupéry (Lyon 4e)                                                                  | JD 66   | Sathonay-Camp et Caluire-et-Cuire                                                                                   | Philibert                 |
| Lycée Rosa Parks Institution Notre-Dame-de-Bellegarde Collège Jean Renoir (Neuville-sur-Saône)                                                   | JD 70   | Saint-Cyr-au-Mont-d'Or, Collonges-au-Mont-d'Or, Saint-Romain-au-Mont-d'Or, Couzon-au-Mont-d'Or et Albigny-sur-Saône | N.C.                      |
| Lycée Rosa Parks Institution Notre-Dame-de-Bellegarde Collège Jean Renoir (Neuville-sur-Saône)                                                   | JD 71 A | Lyon 9e, Saint-Cyr-au-Mont-d'Or et Collonges-au-Mont-d'Or                                                           | N.C.                      |
| Lycée Rosa Parks Institution Notre-Dame-de-Bellegarde Collège Jean Renoir (Neuville-sur-Saône)                                                   | JD 71 B | Collonges-au-Mont-d'Or et Couzon-au-Mont-d'Or                                                                       | N.C.                      |
| Lycée Rosa Parks Institution Notre-Dame-de-Bellegarde Collège Jean Renoir (Neuville-sur-Saône)                                                   | JD 71 C | Collonges-au-Mont-d'Or                                                                                              | N.C.                      |
| Lycée Rosa Parks Institution Notre-Dame-de-Bellegarde Collège Jean Renoir (Neuville-sur-Saône)                                                   | JD 72 A | Saint-Romain-au-Mont-d'Or, Couzon-au-Mont-d'Or et Albigny-sur-Saône                                                 | N.C.                      |
| Lycée Rosa Parks Institution Notre-Dame-de-Bellegarde Collège Jean Renoir (Neuville-sur-Saône)                                                   | JD 72 B | Albigny-sur-Saône                                                                                                   | N.C.                      |
| Lycée Rosa Parks Institution Notre-Dame-de-Bellegarde Collège Jean Renoir (Neuville-sur-Saône)                                                   | JD 73 A | Cailloux-sur-Fontaines                                                                                              | N.C.                      |
| Lycée Rosa Parks Institution Notre-Dame-de-Bellegarde Collège Jean Renoir (Neuville-sur-Saône)                                                   | JD 73 B | Sathonay-Camp, Sathonay-Village et Cailloux-sur-Fontaines                                                           | N.C.                      |
| Lycée Rosa Parks Institution Notre-Dame-de-Bellegarde Collège Jean Renoir (Neuville-sur-Saône)                                                   | JD 74   | Sathonay-Village, Cailloux-sur-Fontaines et Fontaines-Saint-Martin                                                  | N.C.                      |
| Lycée Rosa Parks Institution Notre-Dame-de-Bellegarde Collège Jean Renoir (Neuville-sur-Saône)                                                   | JD 75   | Fontaines-Saint-Martin                                                                                              | N.C.                      |
| Lycée Rosa Parks Institution Notre-Dame-de-Bellegarde Collège Jean Renoir (Neuville-sur-Saône)                                                   | JD 76   | Sathonay-Village, Cailloux-sur-Fontaines et Fontaines-Saint-Martin                                                  | N.C.                      |
| Lycée Rosa Parks Institution Notre-Dame-de-Bellegarde Collège Jean Renoir (Neuville-sur-Saône)                                                   | JD 77 A | Limonest et Lissieu                                                                                                 | Keolis Planche            |
| Lycée Rosa Parks Institution Notre-Dame-de-Bellegarde Collège Jean Renoir (Neuville-sur-Saône)                                                   | JD 77 B | Lissieu | Keolis Planche            |
| Lycée Rosa Parks Institution Notre-Dame-de-Bellegarde Collège Jean Renoir (Neuville-sur-Saône)                                                   | JD 78   | Genay et Neuville-sur-Saône                                                                                         | Keolis Planche            |
| Lycée Rosa Parks Institution Notre-Dame-de-Bellegarde Collège Jean Renoir (Neuville-sur-Saône)                                                   | JD 79   | Fontaines-Saint-Martin, Cailloux-sur-Fontaines, Sathonay-Village, Sathonay-Camp et Caluire-et-Cuire                 | Keolis Planche            |
| Collège et Lycée Saint-Charles Lycée Albert Camus Lycée Sermenaz (Rillieux-la-Pape)                                                              | JD 81   | Sathonay-Village, Cailloux-sur-Fontaines, Sathonay-Camp et Rillieux-la-Pape                                         | Keolis Planche            |
| Lycée Branly Collège et Lycée La Favorite Collège Jean Moulin Lycée Saint-Just Collège et lycée Notre-Dame-des-Minimes (Lyon 5e)                 | JD 91   | Sainte-Foy-lès-Lyon et Lyon 5e                                                                                      | Courriers Rhodaniens      |
| Lycée Branly Collège et Lycée La Favorite Collège Jean Moulin Lycée Saint-Just Collège et lycée Notre-Dame-des-Minimes (Lyon 5e)                 | JD 92   | Lyon 5e | Courriers Rhodaniens      |

### Lignes 100 à 199
| Établissements | Lignes                                                                     | Communes desservies                                                                                                   | Exploitant                |
| --- | -------------------------------------------------------------------------- | --- | ------------------------- |
| Collège Jean Moulin Lycée Saint-Just (Lyon 5e)                                                                      | JD 100                                                                     | Francheville, Sainte-Foy-lès-Lyon et Lyon 5e                                                                          | Courriers Rhodaniens      |
| Collège Émile Malfroy (Grigny) Lycée Aragon-Picasso Lycée Daniele Casanova Lycée Notre-Dame-de-France (Givors)      | JD 111                                                                     | Saint-Fons, Vénissieux, Feyzin, Solaize et Vernaison                                                                  | Transdev RAI              |
| Collège Émile Malfroy (Grigny) Lycée Aragon-Picasso Lycée Daniele Casanova Lycée Notre-Dame-de-France (Givors)      | JD 112                                                                     | Irigny et Vernaison                                                                                                   | Transdev RAI              |
| Collège Jeanne d'Arc Collège Louis Leprince-Ringuet (Genas)                                                         |                                                                            | |                           |
| JD 120 | Genas (ex-ligne Fréquence 908)                                             | Berthelet |                           |
| JD 121 | Décines-Charpieu et Meyzieu                                                | Berthelet |                           |
| JD 122 | Meyzieu                                                                    | Berthelet |                           |
| JD 123 | Jonage                                                                     | Berthelet |                           |
| JD 124 | Jonage                                                                     | Berthelet |                           |
| JD 125 | Lyon 3e, Bron et Chassieu                                                  | Berthelet |                           |
| JD 126 | Colombier-Saugnieu, Saint-Bonnet-de-Mure et Genas (ex-ligne Fréquence 902) | Berthelet |                           |
| JD 127 | Jons (ex-ligne Fréquence 913)                                              | Berthelet |                           |
| JD 129 | Pusignan                                                                   | Berthelet |                           |
| Collège Charles de Foucault (Genas) Lycée Charles de Foucault (Lyon 3e)                                             | JD 130                                                                     | Genas (ex-ligne Fréquence 918)                                                                                        | Berthelet                 |
| Collège et Lycée Charles de Foucauld Cours Pierre Termier Montchat (Lyon 3e) Cours Pierre Termier Lumière (Lyon 8e) | JD 131                                                                     | Saint-Priest, Bron et Lyon 8e                                                                                         | Cars Faure                |
| Collège et Lycée Charles de Foucauld Cours Pierre Termier Montchat (Lyon 3e) Cours Pierre Termier Lumière (Lyon 8e) | JD 132                                                                     | Saint-Priest et Bron                                                                                                  | N.C.                      |
| Collège et Lycée Charles de Foucauld Cours Pierre Termier Montchat (Lyon 3e) Cours Pierre Termier Lumière (Lyon 8e) | JD 133                                                                     | Mions, Saint-Priest, vénissieux et Lyon 8e                                                                            | Cars Faure                |
| Collège et Lycée Charles de Foucauld Cours Pierre Termier Montchat (Lyon 3e) Cours Pierre Termier Lumière (Lyon 8e) | JD 135                                                                     | Meyzieu, Décines-Charpieu et Villeurbanne                                                                             | N.C.                      |
| Collège et Lycée Charles de Foucauld Cours Pierre Termier Montchat (Lyon 3e) Cours Pierre Termier Lumière (Lyon 8e) | JD 136                                                                     | Jonage, Meyzieu, Décines-Charpieu, Vaulx-en-Velin et Villeurbanne (ne dessert plus Jonage à partir de septembre 2016) | Cars Faure                |
| Collège et Lycée Charles de Foucauld Cours Pierre Termier Montchat (Lyon 3e) Cours Pierre Termier Lumière (Lyon 8e) | JD 137                                                                     | Chassieu, Décines-Charpieu, Vaulx-en-Velin, Bron, Villeurbanne et Lyon 3e                                             | N.C.                      |
| Collège Charles Sénard (Caluire-et-Cuire)                                                                           | JD 140                                                                     | Caluire-et-Cuire | Keolis Planche            |
| Lycée La Martinière-Montplaisir (Lyon 8e)                                                                           | JD 150                                                                     | Colombier-Saugnieu, Saint-Laurent-de-Mure et Saint-Bonnet-de-Mure (ex-ligne Fréquence 903)                            | Berthelet                 |
| Lycée La Martinière-Duchère (Lyon 9e)                                                                               | JD 151                                                                     | Dardilly et Écully | N.C.                      |
| Lycée La Martinière-Duchère (Lyon 9e)                                                                               | JD 152                                                                     | Écully | N.C.                      |
| Lycée Blaise Pascal (Charbonnières-les-Bains)                                                                       | JD 161                                                                     | Sainte-Consorce | Keolis Planche            |
| Lycée Blaise Pascal (Charbonnières-les-Bains)                                                                       | JD 162                                                                     | Craponne | Keolis Planche            |
| Lycée Blaise Pascal (Charbonnières-les-Bains)                                                                       | JD 163                                                                     | Tassin-la-Demi-Lune et Saint-Genis-les-Ollières                                                                       | Keolis Planche            |
| Lycée Blaise Pascal (Charbonnières-les-Bains)                                                                       | JD 164                                                                     | Craponne et Saint-Genis-les-Ollières                                                                                  | Keolis Planche            |
| Lycée Blaise Pascal (Charbonnières-les-Bains)                                                                       | JD 165                                                                     | Brindas | Keolis Planche            |
| Lycée Blaise Pascal (Charbonnières-les-Bains)                                                                       | JD 166                                                                     | Brindas | Keolis Planche            |
| Lycée Blaise Pascal (Charbonnières-les-Bains)                                                                       | JD 167                                                                     | Grézieu-la-Varenne | Keolis Planche            |
| Lycée Blaise Pascal (Charbonnières-les-Bains)                                                                       | JD 168                                                                     | Craponne, Francheville et Tassin-la-Demi-Lune                                                                         | Keolis Planche            |
| Institution Saint-Joseph (Tassin-la-Demi-Lune)                                                                      | JD 171                                                                     | Dardilly | Keolis Planche            |
| Institution Saint-Joseph (Tassin-la-Demi-Lune)                                                                      | JD 172 A                                                                   | Écully, Lyon 9e et Tassin-la-Demi-Lune                                                                                | Keolis Planche            |
| Institution Saint-Joseph (Tassin-la-Demi-Lune)                                                                      | JD 172 B                                                                   | Écully, Lyon 9e et Tassin-la-Demi-Lune                                                                                | Keolis Planche            |
| Institution Saint-Joseph (Tassin-la-Demi-Lune)                                                                      | JD 173                                                                     | Craponne, Francheville et Tassin-la-Demi-Lune                                                                         | Keolis Planche            |
| Institution Saint-Joseph (Tassin-la-Demi-Lune)                                                                      | JD 174                                                                     | Écully | Keolis Planche            |
| Institution Saint-Joseph (Tassin-la-Demi-Lune)                                                                      | JD 176                                                                     | Dardilly et Écully | Keolis Planche            |
| Collège et lycée Fromente (Saint-Didier-au-Mont-d'Or)                                                               | JD 181                                                                     | Lyon 9e, Saint-Cyr-au-Mont-d'Or et Collonges-au-Mont-d'Or                                                             | Keolis Planche            |
| Collège et lycée Fromente (Saint-Didier-au-Mont-d'Or)                                                               | JD 182                                                                     | Albigny-sur-Saône, Couzon-au-Mont-d'Or, Saint-Romain-au-Mont-d'Or, Collonges-au-Mont-d'Or et Saint-Cyr-au-Mont-d'Or   | Keolis Planche            |
| Collège et lycée Fromente (Saint-Didier-au-Mont-d'Or)                                                               | JD 183                                                                     | Lyon 9e, Champagne-au-Mont-d'Or et Limonest                                                                           | Keolis Planche            |
| Collège et lycée Fromente (Saint-Didier-au-Mont-d'Or)                                                               | JD 184                                                                     | Dardilly et Lissieu                                                                                                   | Keolis Planche            |
| Collège et lycée Fromente (Saint-Didier-au-Mont-d'Or)                                                               | JD 185                                                                     | Neuville-sur-Saône, Albigny-sur-Saône, Curis-au-Mont-d'Or, Poleymieux-au-Mont-d'Or et Saint-Didier-au-Mont-d'Or       | Keolis Planche            |
| Collège et lycée Fromente (Saint-Didier-au-Mont-d'Or)                                                               | JD 186                                                                     | Limonest et Saint-Didier-au-Mont-d'Or                                                                                 | Keolis Planche            |
| Collège et lycée Fromente (Saint-Didier-au-Mont-d'Or)                                                               | JD 187                                                                     | Collonges-au-Mont-d'Or, Saint-Cyr-au-Mont-d'Or et Saint-Didier-au-Mont-d'Or                                           | Keolis Planche            |
| Collège et lycée Fromente (Saint-Didier-au-Mont-d'Or)                                                               | JD 188                                                                     | Lissieu, Limonest et Saint-Didier-au-Mont-d'Or                                                                        | Keolis Planche            |
| Collège La Xavière (Vénissieux) Lycée La Xavière (Lyon 8e)                                                          | JD 190                                                                     | Feyzin, Saint-Fons et Vénissieux                                                                                      | Transdev RAI              |
| Collège La Xavière (Vénissieux) Lycée La Xavière (Lyon 8e)                                                          | JD 192                                                                     | Saint-Priest, Vénissieux et Lyon 8e                                                                                   | Transdev RAI              |
| Collège La Xavière (Vénissieux) Lycée La Xavière (Lyon 8e)                                                          | JD 194                                                                     | Vénissieux | Transdev RAI              |
| Collège La Xavière (Vénissieux) Lycée La Xavière (Lyon 8e)                                                          | JD 195                                                                     | Saint-Pierre-de-Chandieu, Toussieu et Mions (ex-ligne Fréquence 746)                                                  | Transdev RAI / Cars Faure |

### Lignes 200 à 299
| Établissements | Lignes                                                                    | Communes desservies | Exploitant     |
| --- | ------------------------------------------------------------------------- | --- | -------------- |
| Institution Les Chartreux Centre scolaire Saint-Louis-Saint-Bruno Lycée Jean-Baptiste-de-La-Salle (Lyon 1er) Collège Jean-Baptiste-de-La-Salle (Lyon 4e)       | JD 201                                                                    | Rillieux-la-Pape, Sathonay-Camp, Fontaines-sur-Saône et Caluire-et-Cuire                                                         | Philibert      |
| Institution Les Chartreux Centre scolaire Saint-Louis-Saint-Bruno Lycée Jean-Baptiste-de-La-Salle (Lyon 1er) Collège Jean-Baptiste-de-La-Salle (Lyon 4e)       | JD 202                                                                    | Caluire-et-Cuire | Philibert      |
| Institution Les Chartreux Centre scolaire Saint-Louis-Saint-Bruno Lycée Jean-Baptiste-de-La-Salle (Lyon 1er) Collège Jean-Baptiste-de-La-Salle (Lyon 4e)       | JD 203                                                                    | Caluire-et-Cuire | Philibert      |
| Institution Les Chartreux Centre scolaire Saint-Louis-Saint-Bruno Lycée Jean-Baptiste-de-La-Salle (Lyon 1er) Collège Jean-Baptiste-de-La-Salle (Lyon 4e)       | JD 204                                                                    | Saint-Didier-au-Mont-d'Or et Saint-Cyr-au-Mont-d'Or                                                                              | Philibert      |
| Institution Les Chartreux Centre scolaire Saint-Louis-Saint-Bruno Lycée Jean-Baptiste-de-La-Salle (Lyon 1er) Collège Jean-Baptiste-de-La-Salle (Lyon 4e)       | JD 205                                                                    | Caluire-et-Cuire | Philibert      |
| Institution Les Chartreux Centre scolaire Saint-Louis-Saint-Bruno Lycée Jean-Baptiste-de-La-Salle (Lyon 1er) Collège Jean-Baptiste-de-La-Salle (Lyon 4e)       | JD 206                                                                    | Caluire-et-Cuire | Philibert      |
| Institution Les Chartreux Centre scolaire Saint-Louis-Saint-Bruno Lycée Jean-Baptiste-de-La-Salle (Lyon 1er) Collège Jean-Baptiste-de-La-Salle (Lyon 4e)       | JD 207                                                                    | Saint-Cyr-au-Mont-d'Or, Lyon 9e et Lyon 4e                                                                                       | Philibert      |
| Collège Christiane Bernardin (Francheville) | JD 211                                                                    | Francheville | Keolis Planche |
| Collège Christiane Bernardin (Francheville) | JD 212                                                                    | Francheville et Tassin-la-Demi-Lune                                                                                              | Keolis Planche |
| Collège Jules Michelet (Vénissieux) | JD 221                                                                    | Vénissieux | VFD            |
| Lycée Agricole et Horticole (Dardilly) | JD 231                                                                    | Lyon 2e | Keolis Planche |
| Collège de la Sidoine (Trévoux) | JD 241                                                                    | Fleurieu-sur-Saône, Fontaines-sur-Saône, Couzon-au-Mont-d'Or, Albigny-sur-Saône, Curis-au-Mont-d'Or, Neuville-sur-Saône et Genay | Transdev RAI   |
| Collège de la Sidoine (Trévoux) | JD 242                                                                    | Saint-Germain-au-Mont-d'Or et Genay                                                                                              | Transdev RAI   |
| Externat Sainte-Marie (La Verpillière) | JD 251                                                                    | Genas (ex-ligne Fréquence 909)                                                                                                   | Berthelet      |
| Externat Sainte-Marie (La Verpillière) | JD 252                                                                    | Jons, Pusignan et Colombier-Saugnieu (ex-ligne Fréquence 911)                                                                    | Berthelet      |
| Externat Sainte-Marie (La Verpillière) | JD 253                                                                    | Saint-Bonnet-de-Mure et Saint-Laurent-de-Mure (ex-ligne Fréquence 916)                                                           | Berthelet      |
| Externat Sainte-Marie (La Verpillière) | JD 254                                                                    | Toussieu et Saint-Pierre-de-Chandieu (ex-ligne Fréquence 917)                                                                    | Berthelet      |
| Collège Notre-Dame-du-Bon-Conseil Collège et Lycée Saint-Thomas-d'Aquin (Oullins) Annexe collège Saint-Thomas-d'Aquin (Saint-Genis-Laval)                      | JD 260                                                                    | Saint-Fons et Feyzin | Transdev RAI   |
| Collège Notre-Dame-du-Bon-Conseil Collège et Lycée Saint-Thomas-d'Aquin (Oullins) Annexe collège Saint-Thomas-d'Aquin (Saint-Genis-Laval)                      | JD 261                                                                    | Charly et Saint-Genis-Laval | Transdev RAI   |
| Collège Notre-Dame-du-Bon-Conseil Collège et Lycée Saint-Thomas-d'Aquin (Oullins) Annexe collège Saint-Thomas-d'Aquin (Saint-Genis-Laval)                      | JD 262                                                                    | Feyzin | Transdev RAI   |
| Collège Notre-Dame-du-Bon-Conseil Collège et Lycée Saint-Thomas-d'Aquin (Oullins) Annexe collège Saint-Thomas-d'Aquin (Saint-Genis-Laval)                      | JD 263                                                                    | Feyzin, Solaize et Pierre-Bénite                                                                                                 | Transdev RAI   |
| Collège Notre-Dame-du-Bon-Conseil Collège et Lycée Saint-Thomas-d'Aquin (Oullins) Annexe collège Saint-Thomas-d'Aquin (Saint-Genis-Laval)                      | JD 264                                                                    | Irigny | Transdev RAI   |
| Collège Notre-Dame-du-Bon-Conseil Collège et Lycée Saint-Thomas-d'Aquin (Oullins) Annexe collège Saint-Thomas-d'Aquin (Saint-Genis-Laval)                      | JD 265                                                                    | Charly | Transdev RAI   |
| Collège Notre-Dame-du-Bon-Conseil Collège et Lycée Saint-Thomas-d'Aquin (Oullins) Annexe collège Saint-Thomas-d'Aquin (Saint-Genis-Laval)                      | JD 266                                                                    | Vernaison, Irigny et Saint-Genis-Laval                                                                                           | Transdev RAI   |
| Collège Notre-Dame-du-Bon-Conseil Collège et Lycée Saint-Thomas-d'Aquin (Oullins) Annexe collège Saint-Thomas-d'Aquin (Saint-Genis-Laval)                      | JD 267                                                                    | Saint-Fons | Transdev RAI   |
| Collège Notre-Dame-du-Bon-Conseil Collège et Lycée Saint-Thomas-d'Aquin (Oullins) Annexe collège Saint-Thomas-d'Aquin (Saint-Genis-Laval)                      | JD 268                                                                    | Chaponost | Transdev RAI   |
| Collège Notre-Dame-du-Bon-Conseil Collège et Lycée Saint-Thomas-d'Aquin (Oullins) Annexe collège Saint-Thomas-d'Aquin (Saint-Genis-Laval)                      | JD 269                                                                    | Chaponost | Transdev RAI   |
| Collège Jacques Cœur (Lentilly) | JD 271                                                                    | La Tour-de-Salvagny | Transdev RAI   |
| Collège Jacques Cœur (Lentilly) | JD 272                                                                    | La Tour-de-Salvagny | Transdev RAI   |
| Collège Jacques Cœur (Lentilly) | JD 273                                                                    | Marcy-l'Étoile | Keolis Planche |
| Collège Jacques Cœur (Lentilly) | JD 274                                                                    | Marcy-l'Étoile | N.C.           |
| Lycée Parc Chabrières (Oullins) | JD 282                                                                    | Chaponost | Transdev RAI   |
| Lycée Charlie Chaplin Collège Jeanne d'Arc Collège Maryse Bastié Collège Georges Brassens Lycée Becquerel (Décines-Charpieu) Collège Évariste Galois (Meyzieu) |                                                                           | |                |
| JD 290 | Jons et Pusignan (ex-ligne Fréquence 910 ; suppression en septembre 2016) | Berthelet |                |
| JD 291 | Jonage et Meyzieu                                                         | N.C. |                |
| JD 292 | Meyzieu                                                                   | N.C. |                |
| JD 293 | Jonage, Meyzieu et Décines-Charpieu                                       | N.C. |                |
| JD 295 | Décines-Charpieu                                                          | N.C. |                |

### Lignes 300 à 399
| Établissements                                | Lignes   | Communes desservies | Exploitant                |
| --------------------------------------------- | -------- | --- | ------------------------- |
| Collège Sacré-Cœur (Écully)                   | JD 301   | Dardilly et Écully | Maisonneuve               |
| Collège Sacré-Cœur (Écully)                   | JD 302   | Lyon 9e, Saint-Cyr-au-Mont-d'Or, Saint-Didier-au-Mont-d'Or et Champagne-au-Mont-d'Or (ne dessert plus Champagne à partir de septembre 2016) | Maisonneuve               |
| Collège Sacré-Cœur (Écully)                   | JD 303   | Dardilly et Écully | Maisonneuve               |
| Collège Sacré-Cœur (Écully)                   | JD 304   | La Tour-de-Salvagny et Charbonnières-les-Bains                                                                                              | Maisonneuve               |
| Collège Sacré-Cœur (Écully)                   | JD 305   | La Tour-de-Salvagny, Dardilly et Charbonnières-les-Bains                                                                                    | Maisonneuve               |
| Collège Sacré-Cœur (Écully)                   | JD 306   | Lissieu | Transdev RAI              |
| Collège Jean De Tournes (Fontaines-sur-Saône) | JD 311   | Sathonay-Village et Cailloux-sur-Fontaines                                                                                                  | N.C.                      |
| Collège Jean De Tournes (Fontaines-sur-Saône) | JD 313   | Albigny-sur-Saône, Couzon-au-Mont-d'Or et Saint-Romain-au-Mont-d'Or                                                                         | Keolis Planche            |
| Collège Jean De Tournes (Fontaines-sur-Saône) | JD 314   | Sathonay-Village, Cailloux-sur-Fontaines et Fontaines-Saint-Martin                                                                          | Keolis Planche            |
| Collège Jean De Tournes (Fontaines-sur-Saône) | JD 315   | Saint-Cyr-au-Mont-d'Or et Collonges-au-Mont-d'Or                                                                                            | N.C.                      |
| Collège Les Servizières (Meyzieu)             | JD 321   | Jonage | VFD                       |
| Collège Les Servizières (Meyzieu)             | JD 323   | Jons et Pusignan (ex-ligne Fréquence 912)                                                                                                   | Berthelet                 |
| Lycée Jean-Paul Sartre (Bron)                 | JD 331   | Chassieu | N.C.                      |
| Lycée Jean-Paul Sartre (Bron)                 | JD 332   | Chassieu | N.C.                      |
| Lycée Jean-Paul Sartre (Bron)                 | JD 333   | Colombier-Saugnieu, Saint-Laurent-de-Mure et Saint-Bonnet-de-Mure (ex-ligne Fréquence 901)                                                  | Berthelet                 |
| Collège Georges Charpak (Brindas)             | JD 341   | Thurins et Messimy | Keolis Planche            |
| Collège Georges Charpak (Brindas)             | JD 342   | Messimy | Keolis Planche            |
| Collège Saint-Sébastien (Vaugneray)           | JD 351   | Saint-Genis-les-Ollières et Grézieu-la-Varenne                                                                                              | Keolis Planche            |
| Collège Saint-Sébastien (Vaugneray)           | JD 352   | Francheville, Chaponost et Brindas | Keolis Planche            |
| Collège Saint-Sébastien (Vaugneray)           | JD 353   | Craponne et Grézieu-la-Varenne | Keolis Planche            |
| Collège Saint-Sébastien (Vaugneray)           | JD 354   | Thurins et Messimy | Keolis Planche            |
| Collège Saint-Sébastien (Vaugneray)           | JD 355   | Messimy et Brindas | Keolis Planche            |
| Collège Saint-Sébastien (Vaugneray)           | JD 356   | Marcy-l'Étoile | Keolis Planche            |
| Collège Saint-Sébastien (Vaugneray)           | JD 357   | Francheville et Craponne | Keolis Planche            |
| Collège Saint-Sébastien (Vaugneray)           | JD 358   | Sainte-Consorce | Keolis Planche            |
| Collège Jean Rostand (Craponne)               | JD 361   | Grézieu-la-Varenne | Keolis Planche            |
| Collège Jean Rostand (Craponne)               | JD 362   | Grézieu-la-Varenne | Keolis Planche            |
| Collège Jean Rostand (Craponne)               | JD 363   | Sainte-Consorce | Keolis Planche            |
| Collège Jean Rostand (Craponne)               | JD 364   | Sainte-Consorce (suppression en septembre 2016)                                                                                             | Keolis Planche            |
| Collège Notre-Dame-de-Lourdes (Craponne)      | JD 370   | Lissieu | Keolis Planche            |
| Cité scolaire internationale (Lyon 7e)        | JD 390   | Villeurbanne, Lyon 3e et Lyon 7e | Cars Faure                |
| Cité scolaire internationale (Lyon 7e)        | JD 391 A | Décines-Charpieu, Vaulx-en-Velin, Villeurbanne, Bron et Lyon 8e                                                                             | VFD                       |
| Cité scolaire internationale (Lyon 7e)        | JD 391 B | Lyon 8e et Lyon 7e | Transdev RAI              |
| Cité scolaire internationale (Lyon 7e)        | JD 392   | Rillieux-la-Pape, Caluire-et-Cuire, Lyon 6e, Lyon 3e et Lyon 7e                                                                             | Keolis Planche            |
| Cité scolaire internationale (Lyon 7e)        | JD 393 A | Collonges-au-Mont-d'Or, Saint-Cyr-au-Mont-d'Or, Saint-Didier-au-Mont-d'Or, Champagne-au-Mont-d'Or, Lyon 9e et Lyon 1er                      | N.C.                      |
| Cité scolaire internationale (Lyon 7e)        | JD 393 B | Lyon 1er et Lyon 2e | N.C.                      |
| Cité scolaire internationale (Lyon 7e)        | JD 394   | Lyon 6e et Lyon 3e | Transdev RAI              |
| Cité scolaire internationale (Lyon 7e)        | JD 395   | Écully, Tassin-la-Demi-Lune, Francheville, Sainte-Foy-lès-Lyon, Lyon 5e et Lyon 7e                                                          | Transdev RAI              |
| Cité scolaire internationale (Lyon 7e)        | JD 396   | Saint-Priest, Corbas, Vénissieux, Saint-Fons et Lyon 7e                                                                                     | Transdev RAI / Cars Faure |
| Cité scolaire internationale (Lyon 7e)        | JD 397   | Villeurbanne et Lyon 6e | Transdev RAI / Cars Faure |
| Cité scolaire internationale (Lyon 7e)        | JD 398 A | Sainte-Foy-lès-Lyon et La Mulatière | Transdev RAI              |
| Cité scolaire internationale (Lyon 7e)        | JD 398 B | Francheville, Sainte-Foy-lès-Lyon et Oullins                                                                                                | Transdev RAI              |
| Cité scolaire internationale (Lyon 7e)        | JD 399   | Charly, Irigny, Saint-Genis-Laval, Oullins et La Mulatière                                                                                  | Transdev RAI              |

### Lignes 400 à 499
| Établissements | Lignes | Communes desservies                                  | Exploitant     |
| --- | ------ | ---------------------------------------------------- | -------------- |
| Collège Jean-Jacques Rousseau (Tassin-la-Demi-Lune)                                                                                              | JD 411 | Saint-Genis-les-Ollières et Tassin-la-Demi-Lune      | Keolis Planche |
| Collège Jean-Jacques Rousseau (Tassin-la-Demi-Lune)                                                                                              | JD 412 | Charbonnières-les-Bains et Tassin-la-Demi-Lune       | Keolis Planche |
| Lycée Blaise Pascal (Charbonnières-les-Bains) Institution Saint-Joseph (Tassin-la-Demi-Lune) Collège Jean-Jacques Rousseau (Tassin-la-Demi-Lune) | JD 413 | Charbonnières-les-Bains (à partir de septembre 2016) |                |
| Lycée René Descartes (Saint-Genis-Laval) | JD 441 | Vernaison, Irigny et Saint-Genis-Laval               | Transdev RAI   |
| Lycée René Descartes (Saint-Genis-Laval) | JD 442 | Thurins et Messimy                                   | Transdev RAI   |
| Lycée Horticole Lyon Presin (Saint-Genis-Laval)                                                                                                  | JD 451 | Saint-Genis-Laval                                    | Transdev RAI   |
| Lycée Hôtelier La Vidaude (Saint-Genis-Laval) | JD 461 | Saint-Genis-Laval                                    | Transdev RAI   |
| Institut Saint-Louis (Dagneux) | JD 471 | Jonage                                               | Keolis Planche |
| Institut Saint-Louis (Dagneux) | JD 472 | Pusignan et Jons (ex-ligne Fréquence 914)            | Berthelet      |
| Collège Jacques Prévert (Saint-Symphorien-d'Ozon)                                                                                                | JD 481 | Solaize                                              | Cars Faure     |

### Lignes 500 à 799
| Établissements                                                                               | Lignes | Communes desservies                                          | Exploitant     |
| -------------------------------------------------------------------------------------------- | ------ | ------------------------------------------------------------ | -------------- |
| Collège Le Petit-Pont Collège Saint-Martin (Saint-Martin-en-Haut)                            | JD 502 | Thurins                                                      | Keolis Planche |
| Collège Le Petit-Pont Collège Saint-Martin (Saint-Martin-en-Haut)                            | JD 503 | Messimy et Thurins                                           | Keolis Planche |
| Collège Le Petit-Pont Collège Saint-Martin (Saint-Martin-en-Haut)                            | JD 504 | Thurins                                                      | Keolis Planche |
| Centre scolaire Champagnat (Saint-Symphorien-sur-Coise)                                      | JD 511 | Brindas, Messimy et Thurins                                  | Keolis Planche |
| Centre scolaire Champagnat (Saint-Symphorien-sur-Coise)                                      | JD 512 | Messimy et Thurins                                           | Keolis Planche |
| Collège Jean-Philippe Rameau (Champagne-au-Mont-d'Or)                                        | JD 521 | Lissieu (à partir de septembre 2016)                         |                |
| Lycée Blaise Pascal (Charbonnières-les-Bains) Institution Saint-Joseph (Tassin-la-Demi-Lune) | JD 538 | La Tour-de-Salvagny et Dardilly (à partir de septembre 2016) |                |
| Collège Daisy Georges Martin (Irigny)                                                        | JD 720 | Charly (à partir de septembre 2016)                          |                |

## Bus relais
Lors d'un incident technique ou de travaux, des bus (de différents dépôts) sont mis en place pour remplacer les métros, funiculaires ou tramways.

### Lignes Relais Métro
- Métro A (ligne 322): Les bus relais circulent habituellement entre Charpennes - Charles Hernu et Vaulx-en-Velin - La Soie, le tronçon restant étant desservi par les lignes de bus régulières.
- Métro B (ligne 323): Les bus relais circulent entre Gare Part-Dieu - Vivier Merle et Saint-Genis-Laval - Hôpital Lyon Sud. La ligne C2 relie les 3 autres stations en permanence : Charpennes, Brotteaux, et Gare Part-Dieu - Vivier Merle.
- Métro C (ligne 324): Les bus relais sont mis en place sur le tronçon Croix-Rousse - Cuire, les voyageurs peuvent aussi se rabattre sur la ligne 33. Le reste de la ligne est desservi, par les lignes C13, C18 et les lignes S6 et S12.
- Métro D (ligne 325): Lors de grands incidents techniques, le tracé est divisé en trois parties : Gare de Vaise - Bellecour (l'arrêt Vieux Lyon - Cathédrale Saint-Jean n'est pas desservi) ; Bellecour - Grange Blanche ; Grange Blanche - Gare de Vénissieux. Les bus articulés disponibles sont mis en priorité sur la partie centrale, la plus fréquentée.

### Lignes Relais Funiculaire
- Funiculaire F1 (ligne 345): Quand la ligne est arrêtée pour cause de travaux, un bus relais est mis en place entre Saint-Just, Minimes et Fourvière avec un trajet circulaire, puis de prendre la ligne F2 pour aller ou venir de Vieux Lyon - Cathédrale Saint-Jean et fonctionne de 5 heures du matin jusqu'à minuit.
- Funiculaire F2 (ligne 346): Le dispositif des bus relais est le même que pour la ligne F1 à l'exception qu'elle ne compte pas d'arrêt intermédiaire et n'effectue pas de boucle, et il faut alors se reporter pour cette dernière pour aller à Vieux Lyon - Cathédrale Saint-Jean.

### Lignes Relais Tramway
Les lignes relais des tramways T1, T2, T3, T4, T5, T6 et T7 essaient de suivre au mieux lors d'incidents techniques le tracé des lignes de tramway, via des poteaux implantés directement à proximité de la ligne (bien que cela n'exclut pas quelques détours comme pour l'arrêt Saint-Priest Hôtel de Ville, situé de l'autre côté de la mairie). Principalement, il y a toujours un tronçon qui reste desservi par des rames de tramways quand une autre portion est desservie par un bus relais.
En cas de travaux, d'incidents ou d'événements au Parc Olympique Lyonnais, la ligne T7 est complètement interrompue. En dehors des évènements au stade, le service est assuré par les bus relais T3.
Par exemple, sur la ligne T2, les tronçons sont découpés selon le schéma suivant : Saint Priest Bel-Air ↔ Porte des Alpes (Centre de maintenance) ; Porte des Alpes ↔ Bron Hôtel de Ville (retournement possible) ; Bron Hôtel de Ville ↔ Grange Blanche (voie de retournement rue Jean XXIII) ; Grange Blanche ou Jean XXIII - Maryse Bastié ↔ Jet d'eau - Mendès France (Jonction T2 ↔ T4 avec aiguillages et croisement) ; Jet d'eau - Mendès France ↔ Centre Berthelot (retournement possible avenue Berthelot, puis jonction avec le tram T1 au niveau du pont Gallieni) et Centre Berthelot ↔ Hôtel de Région - Montrochet (terminus, avec voie de retournement propre au T2, puisque le T1 poursuit sa route jusqu'à Debourg).
Dès fin 2019, lors de la mise en service de T6, les lignes T2 et T5 effectueront leurs terminus à Mermoz-Pinel (avenue Pinel) avec desserte de La station Essart-Pinel lors d’incidents sur le trançon entre Grange-Blanche et Vinatier. À ce jour, ce système n'a jamais été utilisé.
Les différents tronçons pour les bus relais sont:
- T1: entre Debourg et Perrache / Quai Claude Bernard puis entre Gare Part-Dieu – Vivier Merle / Charpennes – Charles Hernu à IUT-Feyssine.
- T2: entre Hôtel de Région - Montrochet / Perrache et Villon / Grange-Blanche puis entre Grange-Blanche et Bron – Hôtel de Ville / Porte des Alpes puis entre Porte des Alpes et St-Priest – Bel Air.
- T3:  entre Gare Part-Dieu – Villette et Vaulx-en-Velin – La Soie et entre Vaulx-en-Velin – La Soie et Meyzieu Z.i. (cela arrive qu'il n'y ait pas de rupture de charge à Vaulx-en-Velin – La Soie).
- T4: entre Gare Part-Dieu – Vivier Merle / Charpennes – Charles Hernu et IUT-Feyssine puis entre Gare Part-Dieu – Villette et Jet d'Eau – Mendès France / Lycée Lumière puis entre Lycée Lumière et Gare de Vénissieux puis entre Gare de Vénissieux / Marcel Houël – Hôtel de Ville et Maurice Thorez / Hôpital Feyzin Vénissieux.
- T5: entre Grange-Blanche et Parc du Chêne / Eurexpo.
- T6: entre Debourg et Beauvisage – CISL puis entre Beauvisage – CISL / Mermoz-Pinel et Hôpitaux Est – Pinel.
- T7: entre Vaulx-en-Velin – La Soie et Meyzieu Z.i. (assuré par les bus relais T3).

Durant l'année 2018, les lignes T2, T4 et T5 seront interrompus à la suite des travaux du tramway T6 :
- T2 et T5 du 27 avril au 31 août entre Grange-Blanche et Essarts-Iris (Terminus T5 à Essarts-Iris et Eurexpo non desservis).
- T4 du 2 juillet au 31 août entre Lycée Lumière et Hôpital Feyzin Vénissieux.

De même, l’été 2019 pour les lignes T1 à la suite de différents travaux à la Part-Dieu et à Perrache :
T1 interrompu entre Debourg (Liberté pour la première semaine de juillet) et Charpennes avec bus relais entre Debourg et Perrache et T2 qui effectue son terminus à Centre Berthelot et ne dessert pas Perrache.
Récapitulatif interruptions tramways programmées pendant plusieurs semaines pour travaux (pas ceux pour des soirées ou autres) :
- En 2003, 2005 et 2011 sur la ligne T1 entre Gare Part-Dieu Vivier Merle et IUT-Feyssine.
- En 2003 sur la ligne T1 entre Charpennes et IUT Feyssine.
- En 2008 sur la ligne T2 entre Villon et Perrache.
- En 2009 (même période) sur la ligne T3 entre Gare Part-Dieu Villette et Vaulx-La Soie et entre Vaulx-La Soie et Meyzieu Z.I.
- En 2010 sur la ligne T3 entre le centre de maintenance et Meyzieu Z.I.
- En 2011 sur la ligne T2 entre Jean XXII - Maryse Bastié et Rebufer.
- En 2012 sur la ligne T4 entre Lycée Lumière et Jet d'Eau - Mendès France.
- En 2012 sur les lignes T3 et Rhônexpress entre Gare Part-Dieu Vilette et Meyzieu Z.I.
- En 2018 sur les lignes T2 et T5 entre Grange-Blanche et Boutasse - Camille Rousset.
- En 2018 sur la ligne T4 entre Lycée Lumière et Hôpital Feyzin Vénissieux.
- En 2019 sur la ligne T1 entre Liberté ou Debourg et Charpennes.
- En 2019 sur la ligne T2 entre Perrache et Centre Berthelot.

Indices bus des relais trams:
- Tramway T1: ligne 326
- Tramway T2: ligne 327
- Tramway T3: ligne 328
- Tramway T4: ligne 329
- Tramway T5: ligne 330
- Tramway T6: ligne 331